# Scotopteryx lamprammodes
Scotopteryx lamprammodes là một loài bướm đêm trong họ Geometridae.